# Johann Christian Breithaupt
Johann Cristian Breithaupt, född 1736 i Bickenbach, död 1799 i Kassel, var en tysk finmekaniker och instrumentmakare. Han var far till Heinrich Karl Wilhelm och Friedrich Wilhelm Breithaupt.
Breithaupt blev 1768 hovmekanikus i Kassel och vann rykte genom en av honom konstruerad murkvadrant och en distansmätare, vars konstruktion ofta återupptogs efter hans död.